# 팜빈지
팜빈지(베트남어: Phạm Bỉnh Di / 范秉彛 범병이, ? ~ 1209년)는 대월 리 왕조의 정치인이다.

## 생애
팜빈지는 리 고종 때 봉어관(奉御官)을 맡았다.
1207년, 도안트엉, 도안쭈어(段主)가 반란을 일으키자 팜빈지와 담지몽은 고종의 명을 받들어 이를 토벌하였다. 도안트엉이 다른 장수인 팜주(范猷)에게 뇌물을 바치고 그에게 투항하자 팜빈지는 팜주와 틈이 벌어졌다.
1208년, 지예안군사(知乂安軍事) 팜주가 망명한 무리들을 모아 백성들의 재산을 약탈하였고, 반란의 음모를 꾀하였다. 팜빈지는 고종의 명을 받아 이를 토벌하여 그를 축출하였고, 가산을 적몰한 뒤 가택을 불태웠다. 그런데 팜주가 사람을 탕롱에 보내 조정의 관원들에게 뇌물을 주고 팜빈지가 법을 엄혹하게 행하여 무고한 사람들을 마구 죽인다고 무고하였다. 그러자 팜빈지는 조정에 표를 올려 자신이 입조하여 신원하겠다고 요청했으며, 고종은 그의 말을 믿고 팜빈지를 불러 수도로 돌아오게 했다. 이에 팜주는 팜빈지보다 먼저 수도로 들어와 고종과 만나 대화하였고, 고종은 팜빈지에게 심해 분노하였다. 팜빈지는 이 사실을 알았지만 굳게 들어갔으며, 아들인 팜푸(范輔)와 함께 하옥당하고 논죄되었다.
팜빈지의 부장(部將) 꽉복(郭卜)은 팜빈지가 하옥된 것을 알자 군사를 이끌고 성문을 공격해 깨뜨리고 그를 구출하고자 하였다. 고종은 꽉복이 난을 일으켰다는 소식을 듣고 급히 팜빈지를 불러 접견하였다. 팜주와 팜주의 동생 팜낀(范京)은 어당(御堂)에서 나와서 어창(御槍)으로 팜빈지 부자를 찔러 죽였다. 그러자 고종은 태자 하오삼을 데리고 황성을 빠져나와 도망쳤다.